# Réserve nationale de faune du lac Saint-François
La réserve nationale de faune du lac-Saint-François est l'une des huit réserves nationales de faune du Canada présentes au Québec. Située au sud-ouest du Québec près de la frontière de l'Ontario et des États-Unis, cette réserve a pour mission de protéger un milieu humide exceptionnel en bordure du lac Saint-François fréquenté par une grande variété d'oiseaux aquatiques et terrestres. Il s'agit d'un site Ramsar mondialement reconnu pour l'importance des milieux humides présents, d'un Refuge d'oiseaux migrateurs (ROM) en plus d'être une Zone d'importance pour la conservation des oiseaux (ZICO). Les Amis de la Réserve nationale du lac Saint-François s'occupe de l'entretien des sentiers, accueillent les visiteurs et guident des randonnées sur les plans d'eau et sur les 12 km de sentiers pédestres à travers digue, marais, marécage, érablière, cédrière, ruisseau et lac.

## Géographie
La réserve a une superficie de 15,21 km2. Elle est entièrement située dans le territoire de la municipalité du canton de Dundee. Elle est localisée à 50 km au sud-ouest de Salaberry-de-Valleyfield,. Bien qu'elle ne font pas officiellement partie de la réserve, le gouvernement fédéral administre 152 ha de propriété fédérale adjacente à la réserve. Elle est délimitée au nord par le lac Saint-François, un élargissement du fleuve Saint-Laurent et au sud parc la route 132 et des terres agricoles. La réserve mohawk d'Akwesasne est située à l'ouest de la réserve et comprend aussi les îles au nord de celle-ci.
Le paysage de la réserve est une plaine ondulée avec de coteaux bas d'orientation sud-ouest–nord-est. Il comprend des buttes isolées dont l'altitude s'élève au maximum à huit mètres du paysage environnant. Les digues et barrages construit en aval de Salaberry-de-Valleyfield ont passablement le cycle hydrologique du lac Saint-François. Le lac est maintenu à son niveau le plus bas au début du printemps pour être ensuite relevé jusqu'en septembre. Entre mai et septembre le niveau du lac ne varie que de dix centimètres, ce qui le distingue des autres lacs fluviaux non régulé, comme le lac Saint-Pierre et le lac des Deux Montagnes. La profondeur du lac n'est que de 6 mètres.

## Milieu naturel
La réserve abrite l'une des plus importantes biodiversités au Québec. Elle compte 547 espèces végétales et 287 espèces animales. Les arbres présents dans les réserves sont l'érable à sucre (Acer saccharum), l'érable argenté (Acer saccharinum), l'érable à Giguère (Acer negundo), le tilleul d'Amérique (Tilia americana), le hêtre à grandes feuilles (Fagus grandifolia), le frêne blanc (Fraxinus americana), la pruche du Canada (Tsuga canadensis), le frêne noir (Fraxinus nigra) et l'orme liège (Ulmus thomasii).
La réserve est visitée lors des migrations annuelles par 5 000 canards au printemps et 8 000 en automne. Treize espèces de sauvagines nichent dans la réserve. Parmi elles, on retrouve la bernache du Canada (Branta canadensis), le canard colvert (Anas platyrhynchos), le canard noir (Anas rubripes), le canard branchu (Aix sponsa) et le petit fuligule (Aythya affinis). D'autres espèces nichent dans la réserve, dont la paruline des ruisseaux (Parkesia noveboracensis), la grive fauve (Catharus fuscescens) et la grue du Canada (Grus canadensis). Finalement, la population de troglodyte à bec court (Cistothorus platensis) serait la plus importante du Canada.
Les reptiles et les amphibiens de la réserve comprennent la salamandre à quatre orteils (Hemidactylium scutatum), la tortue mouchetée (Emydoidea blandingii) et la tortue serpentine (Chelydra serpentina). Pour ce qui est des mammifères, la réserve est fréquentée par le rat musqué (Ondatra zibethicus), la souris sauteuse des champs (Zapus hudsonius), la grande chauve-souris brune (Eptesicus fuscus), le castor du Canada (Castor canadensis), le cerf de Virginie (Odocoileus virginianus) et le coyote (Canis latrans).

## Histoire
Les premiers groupes humains à avoir fréquenté la région du lac Saint-François sont arrivés vers 8000 ans avant aujourd'hui (A.A.). Il s'agissait de chasseurs nomades qui exploitaient entre autres le gros gibier, comme le caribou. Durant l'Archaïque (7000 ans à 3000 ans A.A.), ses groupes se sont établis de façon permanente le territoire en devenant des groupes de chasseurs-pêcheurs-cueilleurs. À partir du Sylvicole supérieur (1000 à 500 ans A.A.), on commence à distinguer la culture iroquoienne. Ces derniers se sont tournés vers l'agriculture (maïs, courge, haricot, tabac et tournesol) vers 650 ans A.A.. Ils ont construit plusieurs villages semi-permanents qui sont parfois palissadés, dans la région de Saint-Anicet, Montréal et Pointe-du-Buisson.
La région a servi de point d'arrêt lors de l'exploration par Samuel de Champlain de la vallée du Saint-Laurent par les Européens au début des années 1600. Elle aussi été emprunté par de nombreux voyageurs qui désiraient se rendre vers les Grands Lacs et même au-delà. Les premiers colons européens de la région sont des Loyalistes qui se sont établis en 1782-84 dans ce qui est devenu le comté de Huntingdon (maintenant la MRC du Haut-Saint-Laurent). Entre 1800 et 1840, d'importantes pinèdes et les chênaies seront exploitées dans la région. À partir de 1931, des travaux de drainage ont provoqué la perte de 11 000 ha de marécages dans la région, cette perte sera compensée en partie par la construction de la centrale de Beauharnois en 1933, lequel rehausse le niveau du lac et ajoute ha de milieux humides le long du lac Saint-François. On dénote cependant une régression de 63 % des superficies de terres humides recensées en 1921, soit une perte de 19 907 ha.
Plusieurs études entre 1968 et 1976 permettent de déterminer l'importance des marais au sud du lac Saint-François. À partir de 1971, le Service canadien de la faune commence l'acquisition des terres par ventes de gré à gré, lesquelles dureront jusqu'en 1990. La réserve nationale de faune du lac Saint-François est établie le 27 avril 1978. Durant les années 1980, Canards Illimités Canada a aménagé le territoire pour favoriser la nidification de la sauvagine. Le 27 mai 1987, elle a été désignée comme site Ramsar.
La gestion des activités et des services a été déléguée à l'Association des membres et amis pour la protection de la réserve nationale de faune du Lac-Saint-François en 1993.

## Activités et infrastructures
Les services et les activités sont offerts par l'Association des membres et amis pour la protection de la réserve nationale de faune du Lac-Saint-François (AMAPRE). La réserve offre 10 km de sentier de randonnée pédestre. Il est aussi possible d'y faire du kayak et du canot et des activités de groupe sont aussi offertes en rabaska.